# 苏珊·安东尼
苏珊·布朗威爾·安东尼（英語：Susan Brownell Anthony，1820年2月15日—1906年3月13日）是一位著名的美国民权运动领袖，她在19世纪美国女性争取投票权的运动中扮演了关键角色。她和伊丽莎白·卡迪·斯坦顿是第一个妇女禁酒运动组织的共同创立者，她也是女权杂志《革命》的创立者之一。她周游了美国和欧洲，平均每年发表75至100次演讲。在女性权利被美国政府承认和合法化的过程中，她是重要领导者之一。

## 早年生活
苏珊·安东尼是丹尼尔·安东尼（1794－1862年）和露西·里德（1793－1880年）的女儿，她在马萨诸塞州亚当斯镇的西格鲁夫度过了她的童年时光。苏珊·安东尼家中共有七个子女——盖勒马·佩恩（1818－1873年）、汉娜·拉芬（1821－1877年）、丹尼尔·里德（1824－1904年）、玛丽·斯塔福德（1827－1907年）、伊莉莎·泰夫（1832－1834年）和雅各布·梅里特（1834－1900年）。她的一个弟弟，出版商丹尼尔·里德·安东尼，在堪萨斯州的反奴隶运动中表现抢眼；而她的一个妹妹，玛丽·斯塔福德·安东尼，是一名教师，也是一名激进的女权主义者。安东尼与她的妹妹们保持着终生的亲密联系。

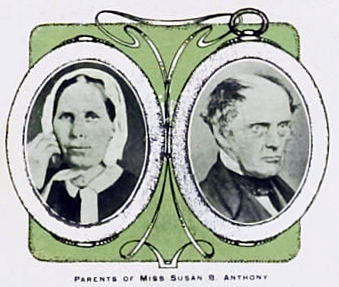
苏珊·安东尼的父母

她家族的美国移民祖先是约翰·安东尼（1607－1675年）和苏珊娜·波特（大约1623－1674年）。约翰移民自英国埃塞克斯郡的亨普斯特德；约翰的妻子波特则从伦敦移民而来。
安东尼的父亲丹尼尔是棉纺织商人，同时也是一位废奴主义者。他是一位严厉但不失开明的贵格派信徒。他不允许家中有任何玩具，也不允许日常生活中有任何消遣活动，因为据他声称，这些娱乐会使灵魂分心而远离“精神的太阳”。安东尼的母亲露西和她的父亲是校友。二人最终相恋并在1817年准备结婚，然而露西并不确定嫁给一位贵格派信徒是否合适。露西于1848年八月参与了在罗切斯特举行的女权大会（该大会在史上著名的塞内卡福尔斯会议闭幕后两周召开），并在大会的最终态度申明书上簽了字。 露西和丹尼尔·安东尼都相信自己的原则与自我价值，并且都严格地约束自己的行为。
苏珊很早熟，三岁就掌握了读书写字。在1826年她六岁时，安东尼举家自马萨诸塞州迁往纽约州的巴特恩维里。苏珊被送往当地的一家乡村学校学习。当地的老师因为苏珊的性别而拒绝教她长除法。由于她在学校只能学到少得可怜的知识，他的父亲很快将她转到了一个由几个家庭合办的家庭学校，而她父亲也是教师之一。在那里，另一位老师玛丽·帕金斯向安东尼展示了一幅进步女性的理想图景，从而使她更加坚定了对男女平等的信念。
1837年，安东尼被送到黛博拉·摩尔森女校继续学业，这是费城的一所贵格会寄宿学校。她在那儿并不开心，但很快她就得以离开——和许多家庭一样，她的家庭在1837年金融恐慌中没落，而她也被迫终止自己的学业。她家庭的损失太大了，以至于他们打算拍卖所有的财产——甚至包括最贴身的财物。所幸苏珊的叔叔约书亚·里德在拍卖的最后一刻竞标拍下了这些财物并归还给了他们。
1839年，当经济正从大恐慌中复苏时，安东尼一家搬到了纽约州的哈德斯科莱宝。同年，安东尼离家教书以偿还父亲的债务。她最先在“尤尼斯·凯尼恩的朋友”学校执教。而后，在1846年她开始在卡纳卓里学院当老师。在那儿，她升职成为了女生分部的校长。安东尼的首个职业鼓舞着她开始为男女教员工资平等而奋斗，因为在那时，同等职业的男性所得的报酬几乎是女性的四倍。
1849年，安东尼二十九岁时，她不再教书，而搬到了纽约州的罗切斯特市的一个家庭农场。她开始参加一些关于禁酒运动的聚会和会议。在罗切斯特，她加入了当地的一位论教会并开始有意识地远离贵格会。从某种程度上来说，这是因为她目睹了太多贵格会成员的伪君子行径，例如传教士饮酒等。随着时间的流逝，安东尼继续远离所有有组织的宗教，以至于后来，许多基督教团体以远离宗教倾向为由对她进行了斥责与惩罚。到了十九世纪八十年代，安东尼已经成为了不可知论者。
安东尼年轻的时候，她总是十分在意自己的外表与演讲才能。她长期拒绝在公共场合演讲，因为她害怕她的口才不够好。尽管如此，她还是成为了一位著名的公众代表，而这个身份最终帮助她成为了女权运动的领导者。

## 早期社会运动

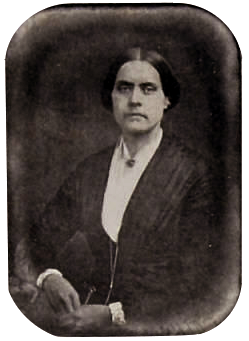
苏珊·安东尼36岁

美国南北战争之前，安东尼在反奴隶制和禁酒运动扮演了重要的角色。1836年，当时16岁的苏珊收集了两箱反对奴隶制的请愿书，回应众议院颁布的禁止这种请愿的缄口令。1849年，当时29岁的她成了“禁酒之女”的秘书，这给了她一个公开发表言论反对滥用酒的机会，并且成为安东尼为公众瞩目的开始。
1850年末，安东尼在纽约论坛报上读了一篇关于第一次在马萨诸塞州伍斯特开的全国妇女权利大会的详细描述，哈瑞斯·格里历用欣赏的笔触描写了露西·斯通最后的演讲。斯通的话促使安东尼献身于女权运动。1852年夏天，安东尼在紐約塞內卡福爾斯见到了格里历和斯通。
1851年，在同時認識兩人的女性主義運動家艾蜜莉亞·布盧默的介紹之下，蘇珊·安東尼和伊莉莎白·卡迪·斯坦頓在塞內卡福爾斯相識了。斯坦頓曾是塞內卡福爾斯會議的組織者之一，也是一位女性主義運動家。該年，安东尼因为她的性别被拒绝进入之前的学会，她跟斯坦顿在美国组织了第一个妇女州级禁酒协会。在那之后，斯坦顿和安东尼一直是亲密的朋友和同事，一位斯坦頓的傳記作者估計，在她的一生中，斯坦頓在安東尼身上花的時間比任何其他成年人多，包括她自己的丈夫。
斯坦顿渴望一个更广泛、更激进的女权平台，她们俩在一起横贯美国发表演讲，试图说服政府，社会应该平等对待男性和女性。1852年9月，安东尼被邀请在纽约举行的第三届国家妇女权益年度会议上讲话，她和马提达·约瑟琳·盖奇都是第一次在这种会议上发言。安东尼作为一个维护女性权益有力量的支持者和激励的声音获得了更多的关注。她参加了后续的所有妇女权益会议，并且在1858年成为了这个组织的主席。
1856年，安东尼被一位废奴主义者——艾比·凯利·福斯特——招募，成为威廉·劳埃德·加里森美国反奴隶制协会在纽约支部的一个代理人的时候，还试图了统一非裔美国人和妇女权利运动。1859年5月12日，安东尼在第九届全国妇女权利大会发言的时候，安东尼问：“在我们的《独立宣言》下，撒克逊人怎么能得到剥夺妇女和黑人的不可剥夺的权利？”

### 《革命》

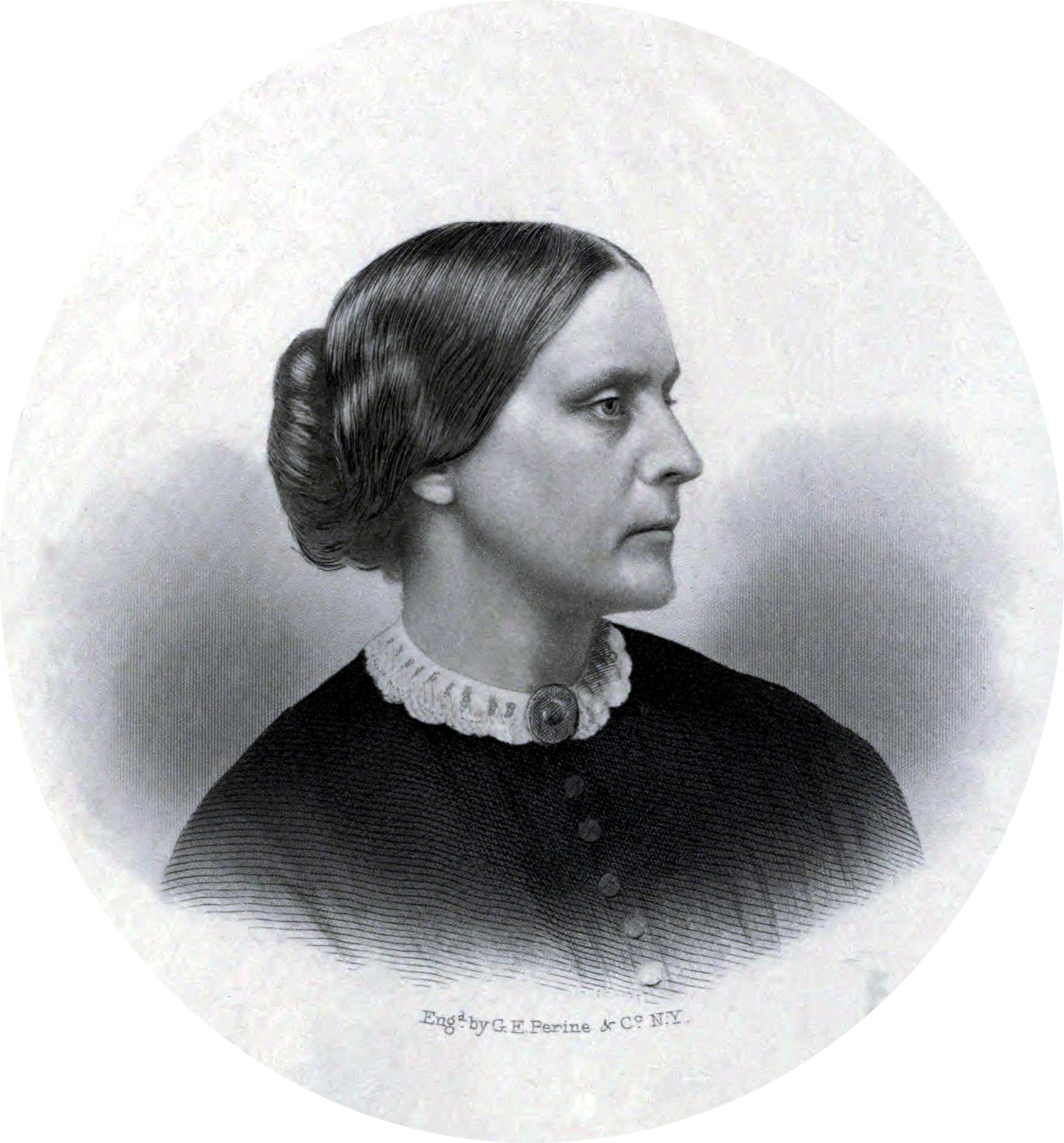
苏珊·安东尼，大约1855年

1868年1月8日，安东尼第一次在纽约出版了女性权利周刊《革命》，《革命》的座右铭是：“真正的共和国是男人的权利不被增加，而女人的权利不被减少。”安东尼负责印刷和经营，伊丽莎白·卡迪·斯坦顿负责编辑。《革命》的主要内容是有关促进实现女性和非洲裔美国人投票的权利，但也讨论一些其他的议题，比如女人与男人做相同的工作应获得相同的报酬、更自由的离婚法和教派在有关女性的问题上的立场。这本周刊被富有的乔治·弗朗西斯·崔恩支持，他提供了$600作为启动资金，但他的经济支持在1869年五月停止了，从那时起这本周刊就开始背负债务运行。安东尼坚持使用昂贵、高品质的印刷设备，并且付给女性工人们（她认为她们应得的）高工资，她禁止了任何酒和充满吗啡的专利药品的广告，那些药品令她憎恶，然而从那些非专利药品的广告获得的收入又太少了，入不敷出。另外，安东尼使得总统约翰逊在这本周刊第一期出版前就订阅了它。
1870年6月，安东尼认为经营《革命》已欠下了$10,000的债务，相当于现在的$184,000，于是她将《革命》以一美元卖给了一个布鲁克林的作家——劳拉·柯蒂斯·布拉德，他的父母曾经卖一种叫做“温斯洛女士顺和糖浆”的含有吗啡的专利药品，这种药品很受欢迎，他们因此而致富。安东尼用她的授课费来还债，总共用了六年还清。布拉德将这本周刊定位为文学期刊，并且接受了专利药品的广告，但是这本周刊在1872年2月倒闭了。

### 美国权利平等联盟
美国权利平等联盟建立于1866年5月10日，当时正值第十一次国家女性权利大会。在1867年，美国权利平等联盟遇到了第一次挑战，那年，堪萨斯州——一个共和党州——全名公投否决了两个议案，分别是给予黑人和女性投票的权利。在堪萨斯运动期间，组织的建立者伊丽莎白·卡迪·斯坦顿和苏珊·安东尼接受了来自著名种族主义者、疏远的废奴主义者成员们和美国权利平等联盟主席卢克丽霞·莫特的帮助。
1869年，长年的朋友弗雷德里克·道格拉斯和苏珊·安东尼第一次发现他们在辩论的对立面，美国权利平等联盟原本是为了黑人和女性投票权利而奋斗的，但却投票给了第十五条美国宪法修正案——给予黑人男性投票权，而没有给予女性投票权。安东尼质问，当黑人男性不再继续支持女性投票权的时候，女性为什么要支持那条修正案。一定程度上由于美国权利平等联盟做出了这个决定，在那之后不久，安东尼就几乎专一地献身于女性维权运动。

### 美国诉安东尼案
1872年11月18日，苏珊·安东尼因为自己在两周前的美国总统大选中的投票行为而被法警逮捕。选举之夜，她曾写信给斯坦顿，信中说道“她已经明确无疑地将票投给了共和党——直接地……”尽管她的一番慷慨陈词是基于最近通过的宪法第十四条修正案因而有理有据、掷地有声、字字令人心颤，然而她还是在七个月之后被迫接受审判，并被定罪。第十四条美国宪法修正案保证了“凡是在美国出生或拥有美国国籍的人，并且服从它的管辖的人，均为美利坚合众国和他们所居住州的公民。任何一州都不得制定和实施限制合众国公民的权利或豁免权的任何法律；不经由正当的法律程序，不得剥夺任何人的生命、自由和财产；对于在其管辖范围内的任何人，不得拒绝给予平等的法律保护”。依附于公民身份的不含有性别限制的权利，应当赋予女性参与联邦选举投票的正当权利。安东尼的审判在纽约州卡南代瓜的安大略郡举行，并接受最高法院大法官沃德·亨特的监督。亨特大法官拒绝让安东尼代表自己进行辩护，只许可把她被捕时做出的陈述当做“证词”。他明确命令陪审团裁定安东尼有罪，并且反对陪审团对案件做出公正公开的投票，甚至把在审判开始前就已写好的意见主张当庭宣读。最终的判决是安东尼应缴付100美元罚金，没有监禁。然而安东尼如实履行了她在法庭上许下的誓言（“我决不会为你们不公正的处罚付一美元”），在她的余生中，她从未付过一美元，为此事陷入尴尬境地的美国政府也没采取任何反对她的催收行动。审判结束后的第二年，也就是1874年的1月里，安东尼向国会申诉，请求撤除罚款。
这次审判给了安东尼一个机会，使她辩护的主张在比以往任何时候都更为广泛的受众中得到了传播，因为在她被捕后受审前的那段时间里，她的足迹遍布门罗郡全部29个城镇和乡村，并在那里举行了详尽无遗的巡回演讲，而她的审判则将要在门罗郡举行。在她的演讲中，她提出一个尖锐的问题：“对一个美国公民来说，投票是一种罪行吗？”，并且引用《独立宣言》、《美国宪法》、《纽约州宪法》、詹姆斯·麦迪逊、托马斯·潘恩、最高法院和当时数个主要的激进派共和党参议员去支持她的案例，即作为一个女性公民拥有投票的权利。门罗郡地方审查官断定在当地不可能举行一个公正的审判，于是更换了审判地，将地点选在了安大略郡。安东尼在接受审判前，对超过二十位当地听众发表了演说。她论证道，依照传统从属于男性的妇女，应当被包括进准予昔日奴隶投票权的解放黑奴修正案中。她问她的同胞们：“如果投票的权利都得不到保障，那么处于政府统治管理下的公民的共识又如何能够传达？” 
1883年，安东尼在欧洲巡回讲演，同时访问了许多慈善组织。她在写作中提到了一位在基拉尼遇到的穷苦的母亲，她带着六个衣衫褴褛浑身脏兮兮的小孩，安东尼写道：“很显然，‘上帝’将要在她那群小崽中再添上第七个。他们的上帝该是一个多么糟糕的生物啊，他不断地将饥饿的嘴巴打发下来，却又吝啬地不给填饱它们的面包！”
1893年，她和海伦·巴雷特·蒙哥马利一起，在罗切斯特创立了妇女教育工业联盟（WEIU）分会。

## 全国选举权组织
1869年，安东尼和伊丽莎白·卡迪·斯坦顿创立了一个致力于争取妇女选举权的组织——全国妇女选举权协会（NWSA）。安东尼坚持让斯坦顿尽可能久地担任协会主席。安东尼则一直担任首席（总）副主席，直到1892年她当选协会主席。

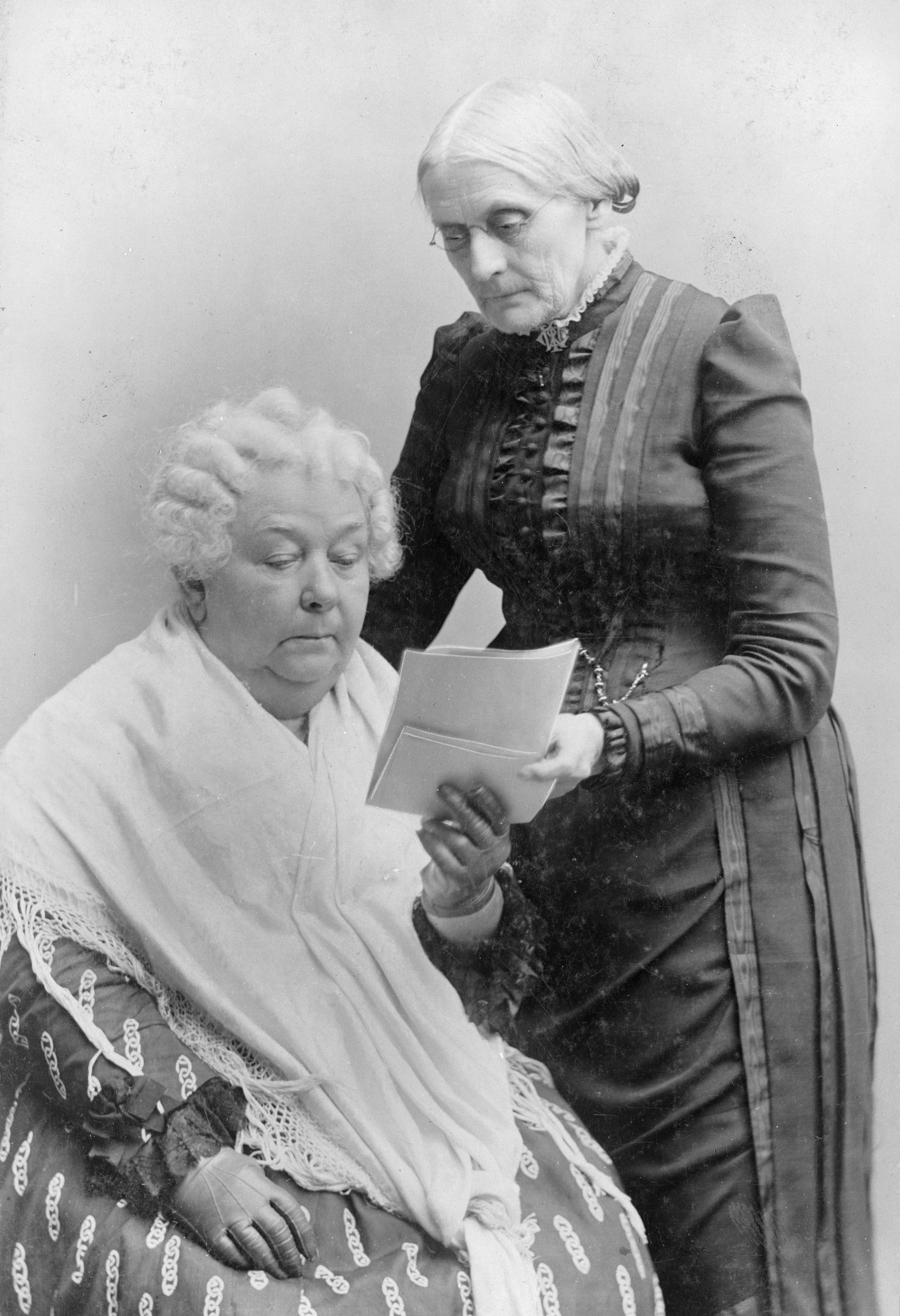
伊丽莎白·卡迪·斯坦顿（坐着）和安东尼

在协会创办之初的几年时间里，安东尼以扩大妇女参政权的理由多次尝试联合参与了劳工运动的妇女，但收效甚微。她和斯坦顿作为代表参加了1868年全国总工会举行的大会。然而，安东尼无意间偏离了劳工运动，不仅仅因为中产阶级妇女对于选举权的需求比工人阶级妇女的要大，更因为她当时公开鼓励妇女通过投身印刷业来实现自己的经济独立。然而，当时印刷业的男工人都在罢工。于是，不久安东尼就因为这些争议的而被全国总工会开除。
1890年2月，安东尼策划并实现了全国妇女选举权协会（NWSA）和由露西·斯通担任会长、持更温和态度的美国妇女选举权协会（AWSA）的合并，并创立了全美妇女选举权协会（NAWSA）。由于安东尼敬佩安娜·霍华德·肖，这次合并得以部分实现。安娜在美国妇女选举权协会中任职，并且是一个很好的演讲者。在这次有争议的合并之前，安东尼就创建了一个特殊美国妇女选举权协会执行委员会，而她创建这个委员会的目的就是为了在是否和美国妇女选举权协会合并这个问题上进行投票，尽管利用委员会进行投票而不是全体成员投票有悖于美国妇女选举权协会的宪章。让全体成员通过信件投票这一提议也遭到了安东尼和她的支持者们的强烈反对，并且委员会几乎都由支持合并的成员组成（两名投了反对票的成员被随即要求辞职）。
安东尼期望同温和派女权主义者的联盟使她和像斯坦顿这样的激进派女权主义者的关系长期持续紧张。斯坦顿公开批评安东尼的立场，并写到安东尼和美国妇女选举权协会会长露西·斯通“仅仅看到了选举权。她们并没有看到妇女在宗教和社会等方面受到的束缚与不公。”安东尼则这样回应斯坦顿：“我们有超过1万名妇女成员，每个人都有自己的看法……因此我们只有将她们对于其他问题的想法和偏见放在一边，才能把她们团结起来去争取投票的资格。
全美妇女选举权协会的创立有效防止了妇女运动中出现更加激进的元素，包括斯坦顿。虽然在新组织中存在一大批不太激进的成员贬低斯坦顿，但安东尼仍旧支持她，并且奋力争取使斯坦顿被选为第一任全美妇女选举权协会主席。
安东尼与斯坦顿，马蒂尔达·乔斯林·盖奇，和伊达·和斯特德·哈珀一同合作，出版了《妇女选举权历史》（四卷，纽约，1884－1887）。安东尼帮助了在亚利桑那州拥护妇女的权利并支持酒禁的约瑟芬·布劳利·休斯，她还在1900年正式退休时支持凯莉·查普曼·凯特当选全美妇女选举权协会的主席。

## 晚年生活

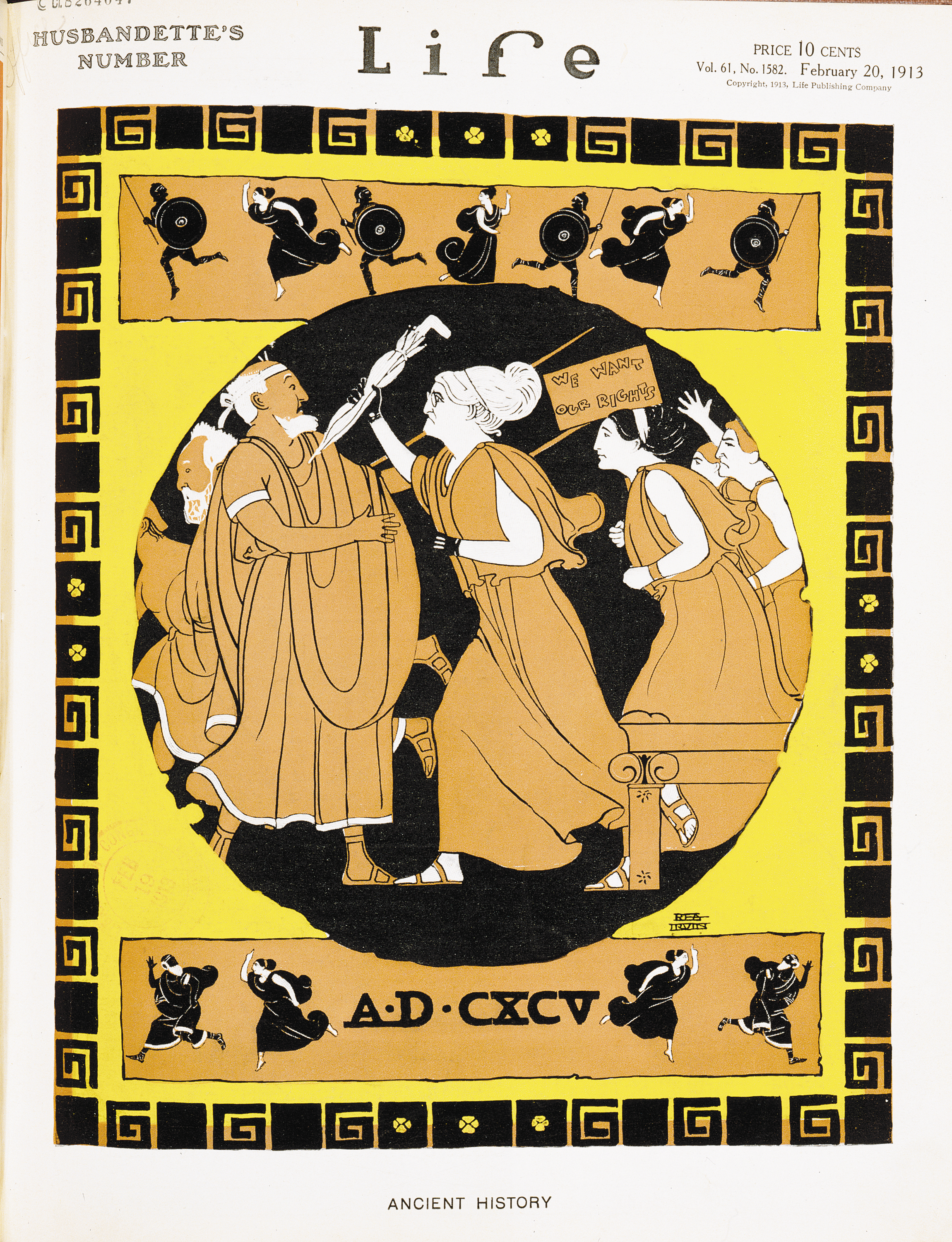
1913年《生活》的封面，副标题“古代历史”，展示了穿古典服装的安东尼在领导女权运动

安东尼在退休前，被问及是否美国的所有女性都将被给予投票权，她回答道：“这一时刻会到来的，但我应该等不到了……这是不可避免的。就像我们不能永远地奴役黑人一样，我们也不能永远地剥夺一半人民的自治权。这不会被解放奴隶的同一股力量完成，但这将会被完成的，并且我相信就将被下一代人完成。” “失败是不可能的”是她留给那些“女孩”的一句话，用来鼓励她们在令人沮丧的漫长的斗争中要坚持下去。安东尼死后十四年，在艰苦的运动后，1920年8月26日，美國憲法第十九修正案给予了女性投票权。

## 逝世
安东尼在1900年退休后，一直待在罗切斯特，1906年3月13日在她的麦迪逊大街17号的房子里逝世，死于心脏病和肺炎，尔后被埋在曼特厚朴公墓。在她逝世后，纽约州参议院通过了一项决议，纪念她的“不断的努力、英勇无畏、出于慈善目的的无私奉献以及为了女性拥有平等政治权利而奋斗的事业”。

## 深入阅读
- Baker, Jean H. Sisters: The Lives of America's Suffragists. Hill and Wang, New York, 2005. ISBN 978-0-8090-9528-5.
- Bass, Jack (27 November 2005). Civil Rights: Judges followed Parks' bold lead (op/ed). Atlanta Journal Constitution. Retrieved May 18, 2009.
- Boller, Paul F., Jr. Presidential Campaigns. Oxford University Press, 1984.
- "From Kansas." Proquest Historical Newspapers Chicago Tribune. 7 September 1876. O1
- Harper, Ida Husted. Life and Work of Susan B. Anthony (3 vols., Indianapolis, 1898–1908)
- Linder, Douglas. Susan B. Anthony: A Biography
- Linder, Douglas. Famous American Trials: The Anthony Trial: An Account Argument for the Defense Concerning Legal Issues in the Case of: United States vs. Susan B. Anthony. 2001. 5 March 2006.
- Linder, Douglas Argument for the Defense Concerning Legal Issues in the Case of United States vs Susan B. Anthony
- Miller, William Lee. . New York: Vintage Books. 1995. ISBN 0-3945-6922-9.
- Mobley, Kendal. 2005. “Susan B. Anthony and Helen Barrett Montgomery: An Intergenerational Feminist Partnership”. Baptist History & Heritage 40, Summer 80–90
- Patriot Ledger Staff. Role model: Susan B. Anthony to come to life The Patriot Ledger: City Edition. Quincy, MA. 1 March 2006
- Stanton, Elizabeth Cady; edited by Ann D. Gordon; assistant editor Tamara Gaskell Miller. The selected papers of Elizabeth Cady Stanton and Susan B. Anthony （页面存档备份，存于）, Rutgers, 1997. ISBN 978-0-8135-2317-0
- Susan B. Anthony （页面存档备份，存于） (1994). The National Women's History Project. Retrieved 18 March 2006.
- Susan B. Anthony, 1820-1906 papers, 1846-1904 (61 items), University of Rochester.
- Susan B. Anthony Memorial collections, 1798-1954 (4 collections), Huntington Library.
- "Susan Brownell Anthony." Women in History. Women in History: Living Vignettes of Women From the Past. 21 March 2006
- Susan Brownell Anthony papers, 1837-1947 (0.4 linear feet), New York State Archives.
- "The Women in the Field." Proquest Historical Newspaper Chicago Tribune. 9 July 1868. O3.
- Biography at americola.com （页面存档备份，存于）
- Western New York Suffragists - Susan Brownell Anthony